# New Pittsburg
New Pittsburg – jednostka osadnicza w Stanach Zjednoczonych, w stanie Ohio, w hrabstwie Wayne.